# الحلاوين
منطقة الحلاوين منطقة سودانية تقع بين مدينة الحصاحيصا جنوبا وود بهاى في الجنوب الغربي وابى عشر شمالا وتمتد غرب النيل الأزرق لتشمل قرى غرب وشمال غرب وجنوب غرب المحيريبا كتورس مني الولي و بحر العلوم الحلاوين وكافي وام حمد وشكيره الوادى، وشكيره حاج الصافي والحليواب وتتكون من مجموعة كبيرة من القرى تتجاوز الستين قرية. وسميت بذلك نسبة لقبيلة الحلاوين.

## التعليم
عرف عن المنطقة ارتفاع المستوى التعليمي فقد قامت المدارس الحديثة على أنقاض الخلاوي أو الكتاب وهناك خلاوي مشهورة في المنطقة مثل خلاوي الشيخ البصير وخلاوى الشيخ القرشي ود الزين وخلوة الفكي آدم وغيرها الكثير. وقد تأسست مدرسة التميد الأولية عام 1904م ولكنها أغلقت عند قيام ثورة البطل عبد القادر ود حبوبة ضد الاستعمار في عام 1908م، ولكن أعيد فتحها في عام 1919م.

## ثورة عبد القادر ود حبوبة
شهدت منطقة الحلاوين واحدة من الثورات الهامة ضد الحكم الثنائي وهي ثورة عبد القادر ود حبوبة الذي شارك في معظم معارك الثورة المهدية خاصة مع ود النجومي وشارك في ثورة أحمد ود طه وحكم عليه بالسجن لمدة عشر سنوات ثم نفي إلى مصر ليعود قائداً لثورته في عام 1908م. وله أبناء وحفدة في مصر.
وفي ثورته قام عبد القادر ود حبوبة بقتل المأمور المصري والمفتش الانجليزى في قرية التقر عندما أرسلتهما الحكومة الإنجليزية للتفاوض معه، فتم القبض عليه وتمت محاكمته في الكاملين ثم أعدم في سوق الحلاوين (سوق حلة مصطفى انذاك) ودفن في قرية مصطفى قرشي.